# T-3000
De T-3000 is een fictieve cyborg Terminator, die dient als antagonist in Terminator Genisys, het vijfde deel uit de Terminator-franchise waarhij voor het eerst verscheen. De T-3000 werd vertolkt door acteur Jason Clarke.

## Omschrijving
De T-3000 ontstaat tijdens de toekomstige oorlog doordat de kunstmatige intelligentie Skynet een avatar creëert in de vorm van een T-5000 (gespeeld door Matt Smith) om zo het voortbestaan van Skynet veilig te stellen. De T-5000 infecteert vervolgens John Connor (gespeeld door Jason Clarke) met nanomachines, die hem transformeren in een T-3000 cyborg Terminator.

## Rol
Hij verscheen voor het eerst als hij wordt verzonden naar het jaar 2017, wanneer Sarah Connor en Kyle Reese willen voorkomen dat een besturingssysteem genaamd Genisys via het internet globaal wordt gelanceerd, dat uiteindelijk Skynet zal worden. De T-3000 doet er alles aan om het voorbestaan van Genisys te waarborgen. Uiteindelijk wordt de T-3000 verslagen door de geherprogrammeerde T-800 Terminator "Pops", wanneer hij uiteen explodeert in het magnetisch veld van de tijdmachine.